# AGM-158C LRASM
AGM-158C LRASM (Long Range Anti-Ship Missile) är en sjömålsrobot med lång räckvidd och smygegenskaper, som började utvecklas 2009 för USA:s flotta av Defense Advanced Research Projects Agency (DARPA). LRASM kan avfyras från fartyg eller från stridsflygplan. Roboten kan följa en förprogrammerad rutt till målet och även manövrera runt nya hot som uppkommer längs vägen. 
LRASM har kontakt med satelliter på väg mot målet och kan därigenom även uppdateras på t.ex. ny flygrutt. Roboten har ett bra skydd mot elektronisk störning och klarar sig t.om. utan GPS vid behov. LRASM flyger med underljudhastighet mot målet som kan nås på ett avstånd av upp till cirka 930 km. Strax innan roboten når sitt mål går den in i ett speciellt sökläge för att identifiera målet och beräkna var på målytan den ska träffa för bästa effekt. Stridsspetsen är på cirka 450 kg. Under flygtester 2013 uppvisades systemets tillförlitlighet och effektivitet. Den 19 februari 2015 genomfördes ett tredje framgångsrikt test av LRASM.